# National Board of Review Award/William-K.-Everson-Filmgeschichtspreis
Der National Board of Review William-K.-Everson-Filmgeschichtspreis ist ein Filmpreis, der seit dem Jahr 1994 vom National Board of Review verliehen wird. Er ist benannt nach dem bekannten britisch-amerikanischen Filmhistoriker William K. Everson (1929–1996). Der Preis wurde von den 1990er- bis in die 2010er-Jahre meist jährlich vergeben. Seit 2018 gab es keine Verleihungen mehr (Stand: Januar 2024).
Die Jahreszahlen der Tabelle nennen die bewerteten Filmjahre, die Preisverleihungen fanden jeweils im Folgejahr statt.
| Jahr | Preisträger                                                                               |
| 1994 | William K. Everson                                                                        |
| 1995 | Preis nicht vergeben                                                                      |
| 1996 | Peter Bogdanovich – Who the Devil Made It?                                                |
| 1997 | Gavin Lambert – Nazimova                                                                  |
| 1998 | John Willis                                                                               |
| 1999 | Jeanine Basinger – Silent Stars                                                           |
| 2000 | Roger Gottlieb und Robert Kimball – Reading Lyrics                                        |
| 2001 | Martin Scorsese – My Voyage to Italy                                                      |
| 2002 | Annette Insdorf – Films and the Holocaust                                                 |
| 2003 | Richard LaGravenese und Ted Demme – A Decade Under the Influence                          |
| 2004 | Richard Schickel                                                                          |
| 2005 | George Feltenstein                                                                        |
| 2006 | Donald Krim                                                                               |
| 2007 | Robert Osborne                                                                            |
| 2008 | Molly Haskell und Andrew Sarris                                                           |
| 2009 | Jean Picker Firstenberg                                                                   |
| 2010 | Leonard Maltin                                                                            |
| 2011 | Preis nicht vergeben                                                                      |
| 2012 | Jubiläum: 50 Jahre James-Bond-Filme                                                       |
| 2013 | George Stevens junior                                                                     |
| 2014 | Scott Eyman                                                                               |
| 2015 | Cecilia DeMille Presley                                                                   |
| 2016 | Preis nicht vergeben                                                                      |
| 2017 | Preis nicht vergeben                                                                      |
| 2018 | Für The Other Side of the Wind und die Begleitdokumentation They'll Love Me When I'm Dead |